# Arndt Johansson

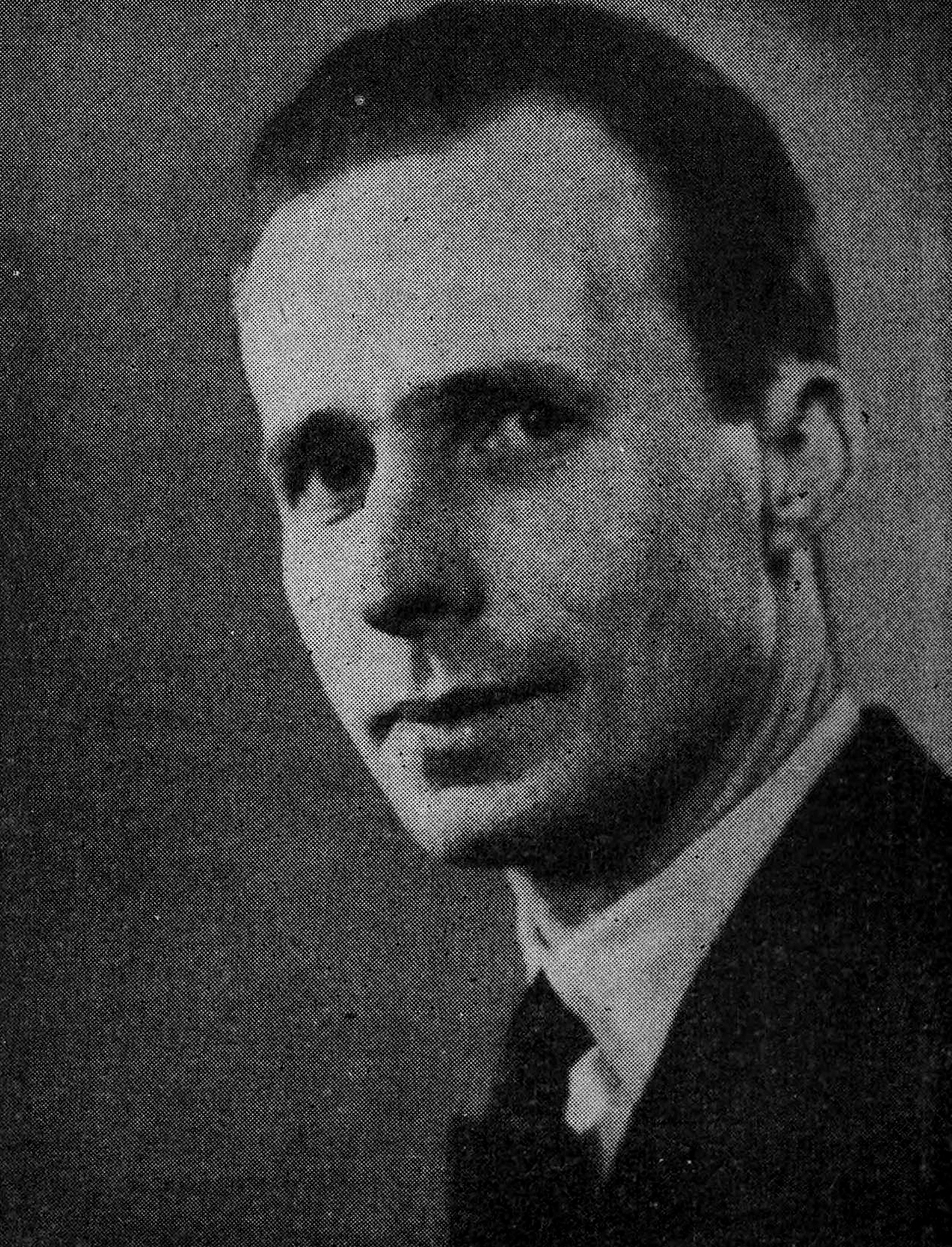
Johansson, 1938

Arndt Rudolf Johansson, född 31 juli 1900 i Dals-Eds församling, död 30 januari 1992, var en svensk redaktör, kommunalpolitiker (socialdemokrat), godtemplare och skriftställare.
Johansson var verksam som stenhuggare och genomgick Brunnsviks folkhögskola 1924–25. Han blev platsredaktör vid Dala-Demokraten i Borlänge 1929 och i Falun 1949. Han var ledamot av Borlänge köpingsfullmäktige 1935–43, stadsfullmäktige 1947–49, kyrkofullmäktige i Falun 1951, ordförande från 1959, ledamot av kyrkorådet från 1960 samt ombud vid 1958 och 1963 års kyrkomöten. Han var ordförande i Värmlands distrikt av Sverges Godtemplares Ungdomsförbund 1928–29, Dalarnas distrikt av nämnda förbund 1931–33, Borlänge arbetarkommun 1934–39, 1946–48, HSB 1933–39 och Svenska rikskommittén av Ungdomens världsförbund 1938–45. Han tilldelades Falu kommuns kulturpris 1975 för sitt författarskap.